# Шидертинська селищна адміністрація
Шидерти́нська селищна адміністрація (каз. Шідерті кенттік әкімдігі, рос. Шидертинская поселковая администрация) — адміністративна одиниця у складі Екібастузької міської адміністрації Павлодарської області Казахстану. Адміністративний центр — селище Шидерти.
Населення — 3092 особи (2021; 3557 у 2009, 4431 у 1999, 5479 у 1989).
Станом на 1989 рік існували Шидертинська селищна рада (смт Шидерти) у складі Екібастузького району.